# Академия Коларосси
Академия Коларосси (фр. Académie Colarossi) — частная художественная школа, основанная около 1879 года в Париже итальянским скульптором Филиппо Коларосси.

## История
Филиппо Коларосси, уроженец местечка Пичиниско провинции Фрозиноне региона Лацио (Италия), начинавший работать натурщиком в Париже, мечтал о том, чтобы основать художественную школу для всех желающих обучаться искусству в Париже. По сведениям Анри Дюваля Коларосси с помощью «экономии и правильного образа жизни» накопил необходимые средства для основания школы. Он также мог получить финансовую помощь от состоятельного живописца Ж. Л. Мейссонье.
Коларосси приобрёл известную в то время «Академию Сюиса» (Académie Suisse). Эта академия-мастерская была основана в 1817 году натурщиком и живописцем-миниатюристом Мартином Франсуа Сюисом (1781—1859) на набережной Орфевр, 4, на острове Сите. Коларосси сначала переименовал своё приобретение в «Академию розы» (Académie de la Rose), а затем в «Académie Colarossi». В 1880 году он перенёс помещения на улицу Гранд Шомьер, 10 на Монпарнасе (6-й округ).
Коларосси хотел, чтобы его академия стала прогрессивной школой, где можно было бы получить образование, недоступное в более консервативной Школе изящных искусств. Женщины и мужчины могли работать в общих классах, и женщинам также разрешалось рисовать и писать с обнажённых моделей, мужских и женских. Коларосси с самого начала был твёрдым сторонником совместного обучения мужчин и женщин «чтобы они могли смотреть, сравнивать и обсуждать работы друг друга». Это было ново для того времени.
Вступительных экзаменов не было, но были сборы, которые нужно было оплатить. Коларосси для преподавания в своей академии нанял известных художников. Например, в 1880-х и 1890-х годах среди преподавателей числились живописцы Жюль Бастьен-Лепаж (1848—1884), Гюстав-Клод-Этьен Куртуа (1852—1923), Рафаэль Коллен (1850—1916), Луи-Огюст Жирардо (1856—1933), Рене Шютценбергер (1860—1916), Жан-Андре Риксенс (1846—1925) и Эдуард Деба-Понсан (1847—1913). Среди скульпторов были Александр Фальгьер (1831—1900), Жан Антуан Инжалбер (1845—1933) и Альфред Буше (1850—1934). Эти художники получили академическое образование, но не навязывали никакой ортодоксальности. Они приходили дважды в неделю, чтобы высказать свои замечания по поводу работы каждого ученика. Всех учеников обучали несколько преподавателей, и ученикам предоставлялась возможность развивать свою индивидуальность.
Среди известных студентов академии были Гюстав Курбе (1819–1877), Поль Гоген (1848–1903), Клод-Эмиль Шуффенекер (1851–1934), Элен Шерфбек (1862–1946), Камилла Клодель (1864–1943), Альфонс Муха (1860–1939), Паула Модерзон-Беккер (1876–1907), Лионель Фейнингер (1871—1956) и многие другие.
Высокое качество преподавания у Коларосси привлекало к нему многочисленных учеников из-за пределов Франции, в том числе из США. В 1910 году Академия Коларосси впервые приняла на педагогическую работу женщину — это была новозеландская художница Фрэнсис Ходжкинс. Академию также посещали многие русские художники.
В действительности, хотя академия Коларосси и добилась большого успеха, но не всё было гладко. В 1890 году академия сократилась вдвое из-за влиятельного конкурента, Академия Жюлиана Академии Жюлиана, чьи хорошо оплачиваемые и авторитетные профессора доминировали в Парижский салон Парижском салоне и привлекали многих учеников. 18 апреля 1910 года финансово неблагополучная Академия Коларосси была выставлена на продажу за сумму в 10 000 франков. По-видимому, сын Коларосси Эрнест нашёл необходимый капитал, поскольку он был записан преемником отца в «Le Courrier», ежедневном журнале судебных и юридических уведомлений.
Академия избежала закрытия, поскольку занятия проводились в ноябре 1911 года и позднее, в 1912 году. На собрании академии в 1913 году было образовано «Международное общество бывших учеников академий Сюиса, Кребассоль и Коларосси» (Société Internationale des Anciens Élèves des Académies Suisse-Crébassol-Colarossi), но оно потерпело неудачу, отчасти из-за начавшейся Первой мировой войны.